# 小多枝藓
小多枝藓（学名：Haplohymenium triste），又名暗绿多枝藓，为羽藓科多枝藓属下的一个种。

## 扩展阅读
- 維基物種上的相關：小多枝藓